# Tales from the Crypt (comic book)
Pour les articles homonymes, voir Les Contes de la crypte.
Tales from the Crypt est un comic book américain créé par William Gaines et Al Feldstein et publié par EC Comics.

## Présentation
Anthologie de récits d’horreur, Tales from the Crypt était un bimestriel publié par EC Comics, le label indépendant américain de William Gaines, de 1950 à 1955. Trente numéros seront diffusés sur cette période. Intitulé dans un premier temps The Crypt of Terror, Tales from the Crypt fait suite à Crime Patrol et pour cela commence au numéro 18 qui porte comme date avril-mai 1950. Chaque numéro comportait quatre histoires d'horreur. La mise en place du Comics Code eut raison de son succès et sa publication cessa en février-mars  1955 au numéro 46.
Les histoires publiées dans ce comics ont souvent été inspirées par d'autres histoires fantastiques, dont celles d'Edgar Allan Poe, H. P. Lovecraft ou Ray Bradbury.

## Historique de la publication
La bande dessinée horrifique est apparue en tant que genre à part après la Seconde Guerre mondiale, lorsque les adolescents se sont désintéressés des "Crimebusters caped" et lorsque les GI's ont souhaité du sexe et de la violence dans leur lecture. La BD Eerie (1947) est généralement considérée comme la première bande dessinée d'horreur.

## Publications

### Humanoïdes associés
- Les Meilleures Histoires de terreur (tirées de Tales from the Crypt) / trad. Doug Headline. Paris : Humanoïdes associés, coll. "Xanadu", 1983, 118 p.  (ISBN 2-731602-32-5 et 978-2-731602-32-6)
- Les Meilleures Histoires de suspense (tirées de Shock Suspenstories). Paris : Humanoïdes associés, coll. "Xanadu", 1983, 120 p.  (ISBN 2-731602-54-6 et 978-2-731602-54-8) [1]
- Les Meilleures Histoires d'horreur (tirées de Vault of horror). Paris : Humanoïdes associés, coll. "Xanadu", 1984, 120 p.  (ISBN 2-731602-46-5 et 978-2-731602-46-3)[2]

### Albin Michel
Albums
1. Tales from the crypt : Plus morts que vivants ! / Jack Davis. Paris : Albin Michel, avril 1999, 72 p.  (ISBN 2-226-10796-7)
2. Tales from the crypt : Qui a peur du grand méchant loup ? / Jack Davis. Paris : Albin Michel, avril 1999, 72 p.  (ISBN 2-226-10797-5)
3. Tales from the crypt : Adieu jolie maman ! / Jack Davis. Paris : Albin Michel, sept. 1999, 72 p.  (ISBN 2-226-10930-7)
4. Tales from the crypt : Partir, c'est mourir un peu... / Jack Davis. Paris : Albin Michel, sept. 1999, 72 p.  (ISBN 2-226-10931-5)
5. Tales from the crypt : Coucou me revoilà ! / Jack Davis. Paris : Albin Michel, sept. 1999, 72 p.  (ISBN 2-226-10931-5)
6. Tales from the crypt : Au bout du rouleau. Paris : Albin Michel, février 2000, 64 p.  (ISBN 2-226-11371-1)
7. Tales from the crypt : Chat y est-tu ?.  Paris : Albin Michel, mai 2000, 64 p.  (ISBN 2-226-11472-6)
8. Tales from the Crypt : Sans les mains !. Paris : Albin Michel, juin 2000, 64 p.  (ISBN 2-226-11473-4)
9. Tales from the Crypt : Plus dure sera la chute. Paris : Albin Michel, octobre 2000, 64 p.  (ISBN 2-226-11486-6)
10. Tales from the Crypt : Ça trompe énormément. Paris : Albin Michel, octobre 2000, 64 p.  (ISBN 2-226-11487-4)

Coffrets
1. Tales from the crypt. Paris : Albin Michel, décembre 2000.  (ISBN 9782226120137). Réunit les tomes 1,2,3,4.
2. Tales from the crypt. Paris : Albin Michel, janvier 2001.  (ISBN 2-226-12102-1). Réunit les tomes 5,6,7,8.

### Akileos
1. Tales from the crypt : Volume 1 / scénario Bill Gaines, Al Feldstein. Akileos, juin 2012, 178 p.  (ISBN 978-2-35574-107-4). Recueil des numéros 17 à 19 de The Crypt of Terror et des numéros 20 à 22 de Tales from the Crypt.
2. Tales from the crypt : Volume 2 / scénario Bill Gaines, Al Feldstein. Akileos, oct. 2013, 178 p.  (ISBN 978-2-35574-138-8). Recueil des numéros 23 à 28 (24 histoires).
3. Tales from the crypt : Volume 3 / scénario Bill Gaines, Al Feldstein ; dessin Jack Davis, Joe Orlando, Jack Kamen ; traduction Philippe Touboul. Akileos, mars 2015, 174 p.  (ISBN 978-2-35574-174-6). Recueil des numéros 29 à 34 (1952-1953) (24 histoires).
4. Tales from the crypt : Volume 4 / scénario  Bill Gaines, Albert Feldstein ; dessin Jack Davis, Joe Orlando, Jack Kamen ; traduction Achille(s). Akileos, juin 2016, 174 p.  (ISBN 978-2-35574-231-6). Recueil des numéros 35 à 40 (1953-1954) (24 histoires).
5. Tales from the crypt : Volume 5 / scénario  Bill Gaines, Albert Feldstein ; dessin Jack Davis, Joe Orlando, Jack Kamen ; traduction Achille(s). Akileos, novembre 2018,  176 p.  (ISBN 978-2-35574-355-9). Recueil des numéros 41 à 46 (1954-1955) (24 histoires), accompagné d'un livret présentant les couvertures d'origine.

## Adaptations

### Séries télévisées
- Les Contes de la crypte  série télévisée de 1989 à 1996.
- Crypte Show : série télévisée d'animation.

### Films
Le comics a  inspiré plusieurs films:
- Histoires d'outre-tombe (Tales from the Crypt) 1972 de Freddie Francis
- Le Caveau de la Terreur (Vaut of Horror) 1973 de Roy Ward Baker
- Le Cavalier du Diable (Tales from the Crypt: Demon Knight) 1995 de Ernest Dickerson
- La Reine des vampires (Tales from the Crypt Presents: Bordello Of Blood) 1996 de Gilbert Adler
- Ritual (Inédit en France) 2001 de Avi Nesher